# Thamnodynastes almae
Thamnodynastes almae är en ormart som beskrevs av Franco och Ferreira 2003. Thamnodynastes almae ingår i släktet Thamnodynastes och familjen snokar. Inga underarter finns listade i Catalogue of Life.
Arten förekommer i Brasilien från delstaten Amazonas till Ceará. Honor lägger inga ägg utan föder levande ungar.